# 직언직설
《직언직설》은 대한민국에서 월~금 오후 2시 50분 ~ 4시 20분에 텔레비전으로 방송된 채널A의 시사프로그램이다.

## 역대 앵커
| 역대 | 진행자 | 진행 기간                         | 비고 |
| ---- | ------ | --------------------------------- | ---- |
| 1기  | 이언경 | 2012년 12월 24일 ~ 2016년 2월 5일 |      |
| 2기  | 조수진 | 2016년 2월 10일 ~ 2016년 5월 27일 |      |
| 3기  | 이남희 | 2016년 5월 30일 ~ 2017년 1월 13일 |      |

## 타이틀 변천사
현재 타이틀은 2012년 12월 24일부터를 기준으로 한다.
| 역대 | 타이틀            | 방송 기간                          |
| ---- | ----------------- | ---------------------------------- |
| 1대  | 이언경의 세상만사 | 2012년 7월 16일 ~ 2012년 12월 21일 |
| 2대  | 직언직설          | 2012년 12월 24일 ~ 2017년 1월 13일 |

## 동시간대 경쟁 프로그램
- 뉴스를 쏘다. 윤슬기의 시사Q (TV조선)
- JTBC 뉴스 현장, 사건반장 (JTBC)
- MBC 뉴스 (1500) (MBC)
- 뉴스 BIG 5 (MBN)
- 4시 뉴스집중 (KBS 1TV)